# دفنة آسية
دفنة آسية (الاسم العلمي: Daphne myrtilloides) هي نوع من النباتات يتبع جنس الدفنة من الفصيلة المثنانية.